# Korea Open 2015
Korea Open 2015 was a women's  professional теніс tournament, що проходив на кортах з твердим покриттям. Відбувсь удванадцяте, що проходив у рамках Тур WTA 2015. Відбувся в Сеул, Південна Корея з 21 до 27 вересня 2015 року.

## Очки і призові

### Нарахування очок
| Дисципліна       | П   | Ф   | ПФ  | ЧФ | 1/8 | 1/16 | Q   | Q3  | Q2  | Q1  |
| Одиночний розряд | 280 | 180 | 110 | 60 | 30  | 1    | 18  | 14  | 10  | 1   |
| Парний розряд    | 280 | 180 | 110 | 60 | 1   | Н/Д  | Н/Д | Н/Д | Н/Д | Н/Д |

### Призові гроші
| Дисципліна       | П        | Ф       | ПФ      | ЧФ     | 1/8    | 1/161  | Q3     | Q2     | Q1   |
| Одиночний розряд | $111,389 | $55,435 | $29,270 | $8,502 | $4,770 | $2,774 | $1,448 | $1,052 | $764 |
| Парний розряд *  | $17,724  | $9,222  | $4,950  | $2,623 | $1,383 | Н/Д    | Н/Д    | Н/Д    | Н/Д  |

1 Кваліфаєри отримують і призові гроші 1/16 фіналу

* на пару

## Учасниці основної сітки в одиночному розряді

### Сіяні
| Країна     | Гравчиня               | Рейтинг1 | Сіяна |
| ---------- | ---------------------- | -------- | ----- |
| Румунія    | Ірина-Камелія Бегу     | 30       | 1     |
| Словаччина | Анна Кароліна Шмідлова | 32       | 2     |
| США        | Слоун Стівенс          | 33       | 3     |
| США        | Варвара Лепченко       | 38       | 4     |
| Німеччина  | Мона Бартель           | 48       | 5     |
| Румунія    | Александра Дулгеру     | 51       | 6     |
| Німеччина  | Юлія Гергес            | 54       | 7     |
| Бельгія    | Алісон ван Ейтванк     | 55       | 8     |

- 1 Рейтинг подано станом на 14 вересня 2015

### Інші учасниці
Нижче наведено учасниць, які отримали вайлдкард на участь в основній сітці:
- Кіміко Дате
- Han Na-lae
- Чан Су Джон

Нижче наведено гравчинь, які пробились в основну сітку через стадію кваліфікації:
- Паула Бадоса Хіберт
- Катерина Козлова
- Ніколь Мелічар
- Олександра Соснович

### Знялись з турніру
До початку турніру
- Алізе Корне → її замінила  Лорен Девіс
- Кейсі Деллаква → її замінила  Єлизавета Кулічкова
- Карін Кнапп → її замінила  Маріана дуке-Маріньйо
- Бетані Маттек-Сендс → її замінила  Ярослава Шведова
- Роберта Вінчі → її замінила  Ірина Фалконі

### Знялись
- Клара Коукалова
- Ярослава Шведова

## Учасниці основної сітки в парному розряді

### Сіяні
| Країна     | Гравчиня           | Країна   | Гравчиня          | Рейтинг1 | Сіяна |
| ---------- | ------------------ | -------- | ----------------- | -------- | ----- |
| Іспанія    | Лара Арруабаррена  | Словенія | Андрея Клепач     | 69       | 1     |
| Нідерланди | Кікі Бертенс       | Швеція   | Юганна Ларссон    | 84       | 2     |
| Румунія    | Ірина-Камелія Бегу | Румунія  | Ралука Олару      | 91       | 3     |
| Японія     | Кіміко Дате        | Чехія    | Катерина Сінякова | 174      | 4     |

- 1 Рейтинг подано станом на 14 вересня 2015

### Інші учасниці
Нижче наведено учасниць, які отримали вайлдкард на участь в основній сітці:
- Choi Ji-hee /  Lee So-ra
- Han Sung-hee /  Hong Seung-yeon

## фінал

### Одиночний розряд
- Ірина-Камелія Бегу —  Олександра Соснович, 6–3, 6–1

### Парний розряд
- Лара Арруабаррена /  Андрея Клепач —  Кікі Бертенс /  Юганна Ларссон, 2–6, 6–3, [10–6]